# South Lyon
South Lyon – miasto w Stanach Zjednoczonych, w stanie Michigan, w hrabstwie Oakland.